# Laguna Mentiroso
La laguna Mentiroso es una laguna amazónica producto de un meandro abandonado del río Madre de Dios en el norte de Bolivia, ubicada en el departamento de Pando. Se encuentra en las coordenadas, presenta unas dimensiones de 15 kilómetros de largo por 550 metros de ancho y una superficie de 6,9 km².